# Innovatie-index
De Innovatie-index of Global Innovation Index is een ranking van landen en meet de innovativiteit van landen. De lijst wordt jaarlijks opgesteld door de Wereldorganisatie voor Intellectuele Eigendom (WIPO) sinds 2007.

## Lijsten
De score van een land wordt berekend op basis ven meerdere criteria waaronder aangevraagde patenten, wetenschappelijke publicaties, afgestudeerde in wetenschappelijke richtingen, energieverbruik, uitgaven voor onderwijs, samenwerkingsverbanden tussen onderwijs (universiteiten) en het bedrijfsleven.
- 2017 - 127 landen - Zwitserland, Zweden, Nederland, VS, VK (top 5)[1] - België 27e plaats
- 2016[2] - 128 laden - - België 25e plaats, Nederland 9e plaats
- 2015[3] - 141 landen - - België 25e plaats, Nederland 4e plaats
- 2014[4] - 143 landen - - België 23e plaats, Nederland 5e plaats
- 2013[5] - 142 landen - - België 21e plaats, Nederland 4e plaats
- 2012[6] - 141 landen - - België 20e plaats, Nederland 6e plaats
- 2011[7]  - 125 landen - - België 24e plaats, Nederland 9e plaats
- 2010[8]  - 132 landen - - België 17e plaats, Nederland 8e plaats